# Середин, Иннокентий Михайлович
Иннокентий Михайлович Середин (9 декабря 1898, дер. Улёты,  Читинской области — 1 июня 1981, Москва) — советский военачальник, генерал-майор артиллерии (7 августа 1943), участник Гражданской и Великой Отечественной войн.

## Биография

### Ранние годы
Родился в с. Улёты Улётовского района Читинской области (ныне Забайкальского края). Член КПСС с 1920 года. Окончил Военно-политическую школу Дальневосточной республики в Чите (1922), курсы усовершенствования комсостава (1927, 1938), Высшие курсы при Артиллерийской академии им. Ф. Э. Дзержинского (1951).

### Служба в армии
Добровольно вступил в партизанский отряд в октябре 1919 года. В 1923—1926 годах Середин И. М. был политруком бронепоезда № 24 «Красный Уфимец».
В годы Отечественной войны — заместитель командующего артиллерией 22-й армии Калининского фронта. В ноябре 1942 участвовал в формировании зенитной артиллерийской дивизии Резерва Верховного Главнокомандования, командовал ею.
Заслуги Середина отмечены многими наградами. В наградных листах его командиры отмечали:
«Работая в должности начальника ПВО армии, проявил умение и большие организаторские способности по противовоздушной обороне войск армии, провёл большую работу в зенитных и других родах войск по обучению личного состава борьбе с вражеской авиацией. В результате, за 1941 год войсками сбит 151 вражеский самолёт, из них зенитной артиллерией — 69, зенитно-пулемётным и ружейным огнём — 82 самолёта. За 1942 год сбито 75 вражеских самолётов, из них зенитной артиллерией — 60 самолётов и зенитно-пулемётным огнём и ружейным огнём 15 самолётов. За исключительные заслуги полковника Середина в борьбе с вражеской авиацией представили к награде». Награждён орденом Отечественной войны 1 степени. (Приказ № 116 от 08 февраля 1943 года).
В следующем представлении о награждении указано: «Полковник Середин сформировал 16-ю зенитную дивизию РГК (резерва главнокомандующего) в ноябре месяце 1942 года. За малый промежуток времени подготовил, организационно спаял её. В январе 1943 года новая дивизия принимала участие в Косторенско — Курской операции Брянского фронта и феврале месяце 1943 года в операциях 48-й армии. В двух операциях дивизией сбито 29 самолётов и подбито 4 самолёта противника. Боевая работа 16-й зенитной дивизии в значительной степени способствовала успеху операций. Полковник Середин дивизию использовал только массированно, создавая при этом наибольшую плотность прикрытия войск, действующих на главном направлении. Зенитные средства использовал для борьбы с воздушным и наземным противником. Боевые успехи 16-й зенитной дивизии являются следствием неутомимого, энергичного умелого и предусмотрительного руководства частями командира дивизии — полковника Середина И. М.». (Приказ № 51/н от 03 мая 1943 года о награждении — орденом Красного Знамени.
«В июльских боях 1943 года на центральном фронте он, командуя 16-й зенитной дивизией РГК, действовал последовательно в составе 4-й танковой армии, 13-й и 70-й армий на главных направлениях, обороняя с воздуха боевые порядки войск. Части 16-й зенитной дивизии мужественно отражали массовые налёты авиации противника, умело применяя манёвр огнём и колёсами. За время операции 16-я дивизия сбила 82 самолёта противника. Середин лично руководил боевой работой полков. В подготовительный период к операции большое внимание уделял боевой выучке и сколачиванию частей». (Приказ № 156/н от 20 августа 1943 года о награждении орденом Красного Знамени.
Из представления к награждению орденом Красного Знамени: «За период боевых действий 3-й гвардейской зенитно-артиллерийской дивизии РГК по обеспечиванию ПВО с октября месяца 1943 года, командир дивизии гвардии генерал майор Середин показал большие организаторские способности, настойчивость, решительность и умение руководить войсками. В сложных условиях дивизия всегда действовала на главном направлении, обеспечивая ударную группировку армии от ударов с воздуха, умело обеспечила переправу при форсировании реки Оож частями 65-й армии. При форсировании реки Днепр в районе Лоев, обеспечивая переправу через реку части дивизии, вместе с наступающими войсками переправились на правый берег.
В боях за овладение г. Речица несмотря на большую оторванность от баз снабжения в условиях трудно проходимых дорог тов. Середин умело вёл дивизию вместе с боевыми порядками наступающих частей. За отличные боевые действия по освобождению г. Речица дивизии приказом главнокомандующего от 18 февраля 1943 года присвоено наименование „Речицкой“. Дивизия обеспечивала ударную группировку 65-й армии при овладении г. Калинковичи. За всё время боёв дивизия точно выполняла все поставленные перед нею боевые задачи. За период боевых действий 65-й армии дивизией сбито 36 самолётов противника. Всего на счету дивизии 323 самолёта противника». (№ 85 от 18 июня 1944 года).
29 мая 1945 года Середин И. М. награждён орденом Суворова 2 степени. Из представления о награждении: «Летние наступательные бои 1944 года по освобождению Белоруссии и Польши от немецких оккупантов и в зимних наступательных боях 1945 года дивизия под командованием гвардии генерал-майора артиллерии Середина непрерывно сопровождала огнём и колёсами боевые порядки 65-й и 8-й гвардейской армий. Не давая врагу наносить удары с воздуха по нашим полкам. В борьбе с наземным противником дивизией уничтожено 1045 и взято в плен 548 солдат и офицеров противника, уничтожено 3 орудия и 32 автомашины, подбито 3 танка и один бронетранспортёр. Прикрывая переправы и боевые порядки войск армии на плацдарме на западном берегу р. Одер, части дивизии отразили 120 воздушных атак, уничтожив 114 самолётов противника. За время командования гвардии генерал майором Серединым дивизия сбила 459 самолётов противника и прошла с боями свыше 5 тыс. км.».
Приказ № 35/н от 17 июля 1945 года о награждении орденом Красного Знамени — ещё одна значимая фронтовая награда. «... 3-я гвардейская зенитно-артиллерийская дивизия под командованием И. М. Середина в период сосредоточения войск армии на плацдарме р. Одер, прорыве обороны противника на наступательных боях на подступе к Берлину и уличных боях за г. Берлин показала образцы стойкости, мужества и отваги.
В боях за г. Берлин части дивизии отражали не только авиацию противника, но и вели бои с его наземными войсками, уничтожая своим огнём очаги сопротивления противника, тем самым способствуя продвижению наших частей. В боях за Берлин дивизия сбила 33 самолёта противника, уничтожила 91 и взяла в плен 52 солдата и офицеров противника. Всего на боевом счету дивизии 498 самолётов противника».
С 09.05.1945 по 12.05.1945 - Командир сборочной группы зенитной артиллерии.
С 12.05.1945 по 07.1947 - Командир зенитно-артиллерийского лагеря Кенбаум.
С 07.1947 по 12.1949 - Заместитель командующего зенитной артиллерией, артиллерией Советской группы войск в Германии.
С 12.1949 по 03.1950 - Заместитель командующего зенитной артиллерией артиллерии Приморского военного округа.
С  03.1950 по 1953 - Заместитель командующего зенитной артиллерией артиллерии Горьковского военного округа.

### В отставке
С 1953 года в отставке. Умер от фронтовых ран 1 июня 1981 года. Похоронен на Люблинском кладбище, Москва.

## Семья
Жена, дети (дети указаны в порядке рождения)
- Жена - Середина Пелагея Алексеевна, домохозяйка
- Старший сын — Середин Игорь Иннокентьевич (1928—2007), Заслуженный художник России.
- Средний сын — Середин Анатолий Иннокентьевич
- Дочь - Середина Екатерина Иннокентьевна
- Младший сын — Середин Олег Иннокентьевич,инженер-строитель

Внуки
- Внучка - Середина Светлана Игоревна (Отец — Середин Игорь Иннокентьевич)
- Внучка - Середина Наташа Игоревна (Отец — Середин Игорь Иннокентьевич)
- Внук — Середин Борис Игоревич (Отец — Середин Игорь Иннокентьевич)
- Внук — Середин Олег Олегович (Отец — Середин Олег Иннокентьевич)
- Внук — Середин Андрей Анатольевич (Отец — Середин Анатолий Иннокентьевич)

Правнуки
- Правнук — Середин Антон Игоревич
- Правнук — Середин Эльдар Борисович
- Правнук — Середин Дмитрий Олегович
- Правнук — Середин Иван Олегович
- Правнук — Середин Кирилл Андреевич

## Награды
- Орден Ленина
- Шесть орденов Красного Знамени (03.05.1943, 20.08.1943, 18.06.1944, 03.11.1944, 17.07.1945, 15.11.1950)[3]
- Орден Суворова II степени [4]
- Орден Отечественной войны I степени[5]
- Орден Красной Звезды
- Медаль За боевые заслуги
- Медаль «За победу над Германией в Великой Отечественной войне 1941—1945 гг.»
- Медаль «За взятие Берлина»
- Медаль «За освобождение Варшавы»
- Крест Храбрых
- Медаль «За Варшаву 1939—1945»
- Медаль «Ветеран Вооружённых Сил СССР»
- Юбилейная медаль «Двадцать лет Победы в Великой Отечественной войне 1941—1945 гг.» (7 мая 1965)
- Юбилейная медаль «Тридцать лет Победы в Великой Отечественной войне 1941—1945 гг.»
- Медаль «30 лет Советской Армии и Флота»
- Юбилейная медаль «40 лет Вооружённых Сил СССР»
- Юбилейная медаль «50 лет Вооружённых Сил СССР»
- Юбилейная медаль «60 лет Вооружённых Сил СССР»
- Знак «Гвардия»
- Знак МО СССР «25 лет Победы в Великой Отечественной войне»

## Память
- Именем И. М. Середина названа улица в г. Речица Гомельской области[6][7].
- Музей боевой славы 3-й гвардейской зенитно-артиллерийской дивизии РВГК в ГУО «Средняя школа № 10 г. Речица».